# 甘琦
甘琦（1962年10月31日—），吉林长春人，祖籍江西。中国学者。

## 生平
1984年毕业于东北师范大学附属中学，1988年毕业于北京大学历史系，后留学美国。1993年与當時的丈夫刘苏里返回北京，创办万圣书园。曾任香港TOM集团出版事业部出版总监、英国Verso出版社纽约分社社长，現任香港中文大学出版社社长。2004年与诗人北岛结婚。